# Chionaema borneensis
Chionaema borneensis là một loài bướm đêm thuộc phân họ Arctiinae, họ Erebidae.